# Jambehalli, Sorab
Jambehalli là một làng thuộc tehsil Sorab, huyện Shimoga, bang Karnataka, Ấn Độ.